# Majen Djebel Chitane
Majen Djebel Chitane (àrab: ماجن الشيطان, Mājin ax-Xīṭān) és una zona reduïda de 48 hectàrees a la muntanya Chitane (Djebel Chitane) a la governació de Bizerta, delegació de Sejnane, amb un llac d'aigua dolça de 10 hectàrees on es troben força ànecs i algunes aus migratòries. La zona protegida és una reserva natural declarada el 18 de desembre de 1993, i inclou una part de la muntanya amb roures de suro.